# ابی وینترز
اَبی وینترز (به انگلیسی: Abby Winters)، یک وبگاه پورنوگرافی استرالیایی است که به‌طور عمده حول موضوع مدلینگ برهنه، لزبین و فعالیت جنسی انفرادی زنان به صورت پورنوگرافی واقعیت‌محور فعالیت می‌کند. تمامی دست‌اندرکاران فیلم‌برداری این سایت زن هستند.
این وبگاه در سال ۲۰۰۰ میلادی راه‌اندازی شده‌است و تا کنون به سه زیر مجموعه، تحت عنوان‌های «انفرادی»، «دختر-دختر» و «لحظه‌های خودمانی» تقسیم شده‌است.